# Подолянское (Виньковецкий район)
Подолянское (укр. Подолянське) — село в Виньковецком районе Хмельницкой области Украины.
Население по переписи 2001 года составляло 833 человека. Почтовый индекс — 32505. Телефонный код — 3846. Занимает площадь 2,693 км². Код КОАТУУ — 6820655105.

## История
В 1946 г. указом ПВС УССР село Людвиковка переименовано в Подолянское.

## Местный совет
32500, Хмельницкая обл., Виньковецкий р-н, пгт Виньковцы, ул. Соборной Украины, 20